# Basketball Supercup Österreich
Beim Basketball Supercup spielen der Österreichische Basketballmeister gegen den Österreichischen Cupsieger. Der Supercup wird seit 2002 ausgespielt.
Der Supercup gilt als offizielle Saisoneröffnung der Basketball-Bundesliga der Herren. Dabei wird vor dem Beginn der Bundesliga-Saison der erste Titel des neuen Spieljahres vergeben.

## Supercup-Spiele
| Jahr | Meister                             | Cupsieger                           | Ergebnis | Topscorer                                                                              |
| ---- | ----------------------------------- | ----------------------------------- | -------- | -------------------------------------------------------------------------------------- |
| 2002 | Montan Bears Kapfenberg             | UBC Mattersburg 49ers               | 87:71    | Brokenborough 25, Coffin 21; Wallace 23, Mader 15                                      |
| 2003 | Superfund Bulls Kapfenberg          | Basket Swans Gmunden                | 81:74    | Brokenborough (MVP) 32, Forrestal 12; Pardon 22, St. Esterkamp 12                      |
| 2004 | Superfund Bulls Kapfenberg          | Basket Swans Gmunden                | 50:85    | Suljanović 13, Robinson 11; Mayes 25, Butler 14                                        |
| 2005 | Allianz Swans Gmunden               | Macabido Gunners Oberwart           | 92:64    | Mayes (MVP) 22, Flanders 17; Artner 16, Davis 13, Johnson 13                           |
| 2006 | Allianz Swans Gmunden               | WBC Kraftwerk Wels                  | 80:69    | Mayes (player of the game) 29, Mayer 10; Quadri 15, Stanek 10                          |
| 2007 | Allianz Swans Gmunden               | Kapfenberg Bulls                    | 82:71    | Mayes 21, Boylan 17; Hall 25, Suljanović 16                                            |
| 2008 | BSC Raiffeisen Panthers Fürstenfeld | Allianz Swans Gmunden               | 64:79    | Ray 15, Boone 10; Mayes 27, Fisher & Colwell 14                                        |
| 2009 | WBC Raiffeisen Wels                 | BSC Raiffeisen Panthers Fürstenfeld | 68:77    | Conley 24, Meacham 13; Burnette 17, Ray 15                                             |
| 2010 | Allianz Swans Gmunden               | BSC Raiffeisen Panthers Fürstenfeld | 69:60    | Mayes 29, Boylan 16; Carr 24, Alexander 16                                             |
| 2011 | Allianz Swans Gmunden               | BSC Raiffeisen Panthers Fürstenfeld | 82:61    | Curry 20, Oppland 17; Matthews 12, Burnette 11                                         |
| 2012 | Xion Dukes Klosterneuburg           | Allianz Swans Gmunden               | 91:82    | Suljanović 19, Chappell (MVP) 18; Brown 35, M. Oppland 11                              |
| 2013 | BC Zepter Vienna                    | Xion Dukes Klosterneuburg           | 76:78    | Pavličević 20, Miletić 17; Bobb (MVP) 23, Suljanović 14                                |
| 2014 | UBC Güssing                         | Kapfenberg Bulls                    | 76:77    | Th. Klepeisz 23, Taylor 17, Kostov 15; Ray 20, Kohlmaier 14, Shaw 12                   |
| 2015 | UBC Güssing                         | BC Zepter Vienna                    | 65:77    |                                                                                        |
| 2016 | Oberwart Gunners                    | WBC Raiffeisen Wels                 | 68:71    |                                                                                        |
| 2017 | Kapfenberg Bulls                    | Oberwart Gunners                    | 91:72    |                                                                                        |
| 2018 | Kapfenberg Bulls                    | Swans Gmunden                       | 81:68    |                                                                                        |
| 2019 | Kapfenberg Bulls                    | Swans Gmunden                       | 68:60    |                                                                                        |
| 2020 | nicht ausgetragen                   |                                     |          |                                                                                        |
| 2021 | Swans Gmunden                       | Oberwart Gunners                    | 82:61    | C. P. Anderson 17, T. Blazan 17, D. Friedrich 15; S. Käferle 14, C. Cashaw 11          |
| 2022 | BC Vienna                           | Swans Gmunden                       | 92:95    | J. Rados 27, E. Murati 20, I. Siriscevic 20; U. King 28, T. Blazan 21, D. Friedrich 19 |
| 2023 | Swans Gmunden                       | BC Vienna                           | 82:77    | D. Friedrich 24, T. Blazan 20; D. Stuckey 25, J. Rados 14                              |
| 2024 | Oberwart Gunners                    | Flyers Wels                         | 87:78    | Käferle 18, Fields 16, Thomas 16 bzw. Caisin 23, Rosser 17, Von Fintel 16              |

## Sonstiges
Rekordteilnehmer am Supercup sind die Swans Gmunden mit bisher (Stand 2024) 14 Teilnahmen, wobei die Swans 10-mal als Sieger vom Platz gingen.
Bei den bisherigen 22 Auflagen setzte sich dreizehnmal der Meister durch (2002, 2003, 2017-2019 Kapfenberg Bulls, 2005 bis 2007, 2010, 2021, 2023 Swans Gmunden, 2012 Klosterneuburg Dukes, 2024 Oberwart Gunners) und elfmal der Cupsieger (Swans Gmunden 2004, 2008, 2010, 2011 und 2023, Fürstenfeld Panthers 2009, Klosterneuburg Dukes 2013, Kapfenberg Bulls 2014, 2017-2019). Die Swans Gmunden sind in den Jahren 2010 und 2023 als Meister und Cupsieger des Vorjahres im Finale gestanden und haben 2010 gegen Vizemeister Fürstenfeld Panthers und 2023 gegen den Vizemeister BC Vienna gewonnen. Die Bulls haben in den Jahren 2017-2019 jeweils als Meister und Cupsieger den Titel gewonnen.
Die Serie, dass der Supercup-Gewinner auch am Ende der Saison Meister wird, wurde 2008 durch BSC Raiffeisen Panthers Fürstenfeld beendet. Zuvor war der Supercup-Gewinner am Saisonende auch stets österreichischer Meister (2003 und 2004 Kapfenberg; 2005, 2006 und 2007 Gmunden).
Die Oberwart Gunners konnten nach vier Niederlagen in vier Teilnahmen (2005, 2016, 2017, 2021) erstmalig im Jahr 2024 den Titel gewinnen. Im Jahr 2024 wurde das Supercupspiel auch als Spiel der ersten Runde der neuen Meisterschaftssaison gewertet.
2015 wurde erstmals der Vizemeister (BC Vienna) Supercupsieger, das Gleiche ist in den Jahren 2016 dem WBC Wels und 2022 den Swans Gmunden gelungen.
De'Teri Mayes von den Swans aus Gmunden war bei den fünf Siegen seiner Mannschaft jeweils auch Topscorer des Spieles. Bob Gonnen gewann als Trainer insgesamt sechsmal den Supercup (fünf Siege mit Gmunden, ein Sieg mit den Fürstenfeld Panthers) und ist damit der bislang erfolgreichste Supercupteilnehmer.